# Maik dos Santos
Maik Ferreira dos Santos, más conocido como Maik dos Santos, (São Paulo, 6 de septiembre de 1980) es un jugador de balonmano brasileño que juega de portero en el Al Rayyan catarí. Es internacional con la Selección de balonmano de Brasil.
Con la selección ganó la medalla de plata en los Juegos Panamericanos de 2011, la medalla de oro en los Juegos Panamericanos de 2015 y la medalla de oro en el Campeonato Panamericano de Balonmano Masculino de 2016.

## Palmarés
- Campeonato Panamericano de Clubes de Balonmano (3): 2014, 2015, 2016